# イスタンブールカード
イスタンブールカード（トルコ語: İstanbulkart、イスタンブルカルト）とは、トルコのイスタンブール県の交通機関の支払いに利用される非接触型ICカードである。2009年3月23日に導入され、それまで利用されていたプリペイド式のボタン型電子切符アクビルに取って代わった。
2016年、ロンドンで開催された 「交通券・旅客情報グローバル」賞の授賞式で、『Best Smart Card Ticketing Service賞』を受賞した。

## 種類
- 通常カード：プリペイド方式
- シーズンカード：定期券
- ディスカウンテッドカード：教師や学生、60歳以上のシニア用割引カード
- フリーチケット：障害者や65歳以上のシニア、警察や郵便局員などの公務員用のカード